# ナンヨウスギ属
ナンヨウスギ属（学名：Araucaria）は、ナンヨウスギ科の属の1つ。学名からアラウカリア、アロウカリアとも呼ばれる。

## 名称
属名のナンヨウスギ属は和名である。オーストラリア、ニューギニア、ニューカレドニアなどに分布する種が、スギの葉を連想させ、日本では南米産よりも先に紹介されたため「南洋」を冠した名がつけられている。
学名はアラウカリア（Araucaria）で、名の由来は諸説あり、本属の1種が自生しているチリ中部の州で、ラ・アラウカニア州のマプーチェ語で「泥の水」の意である Arauco の地名に由来するという説や、チリの先住部族であるアラウカノ族またはアラウコ（アラウカーノ）語族を表わす部族名 Araucani Indians に因むという説がある。

## 形態
常緑の針葉樹で、ふつうは雌雄異株である。種によっては樹高が60メートルになる高木もある。ナンヨウスギ属の樹形は様々であるが、一般に成木にならないと、種の特徴ははっきりとは現れない。大枝は幹に輪生し、葉は鱗片状であるか針状で、 螺旋状に配列する。

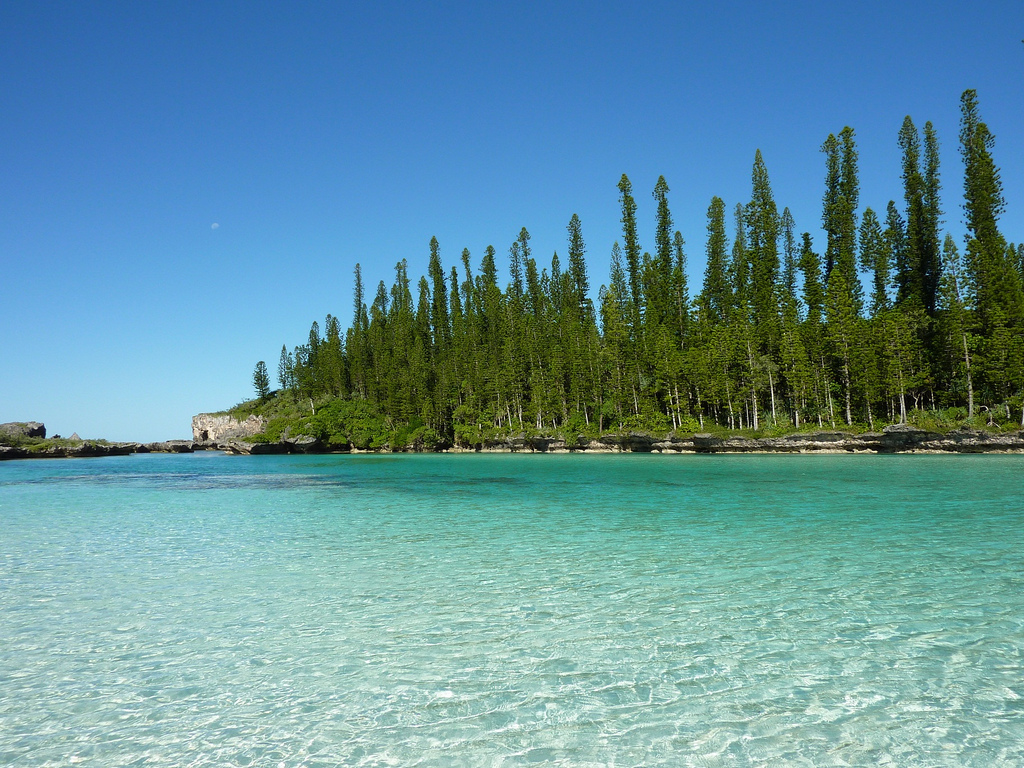
ナンヨウスギ属の樹形の例 A. columnaris
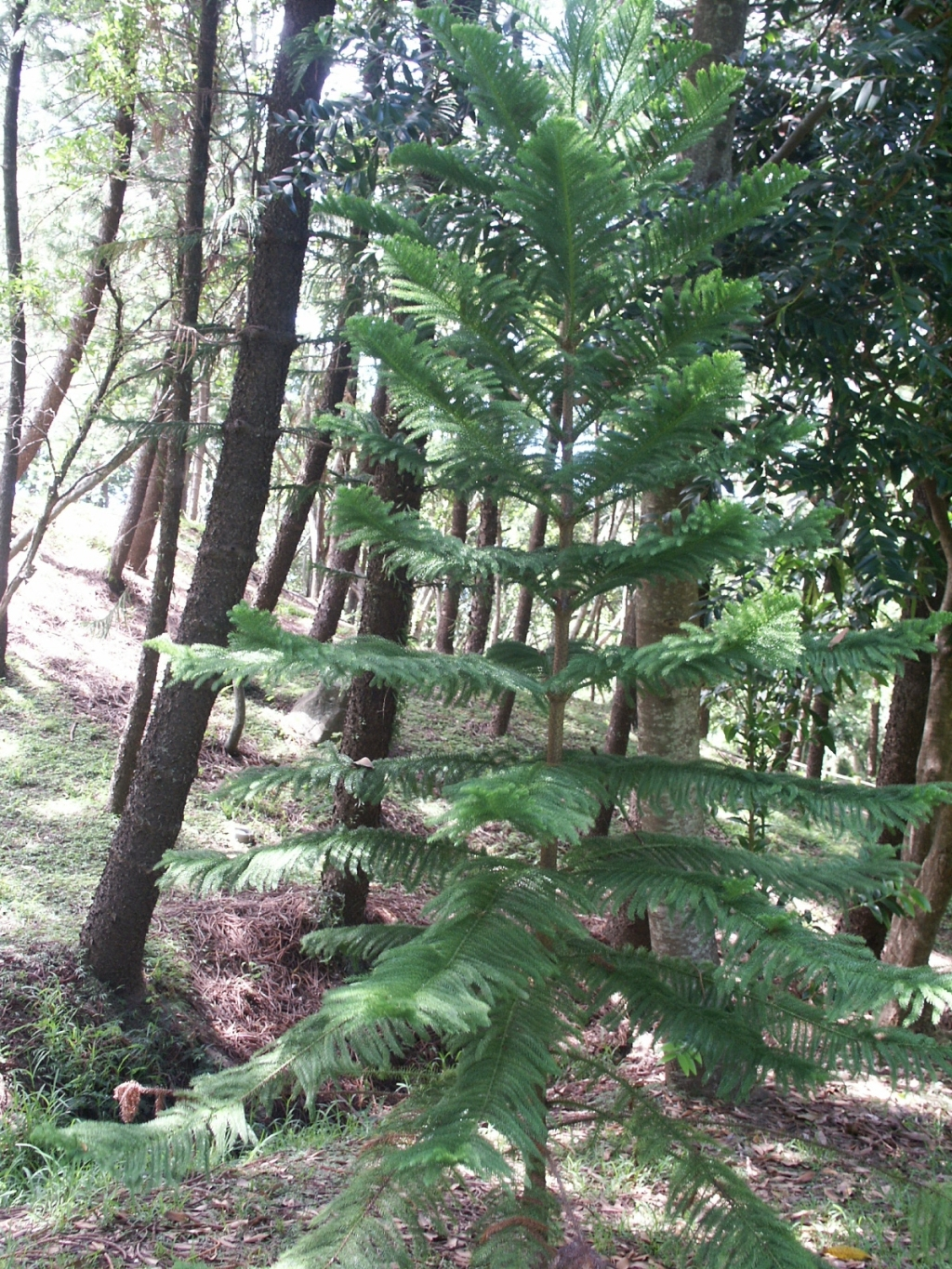
ナンヨウスギ属の幼木 A. nemorosa
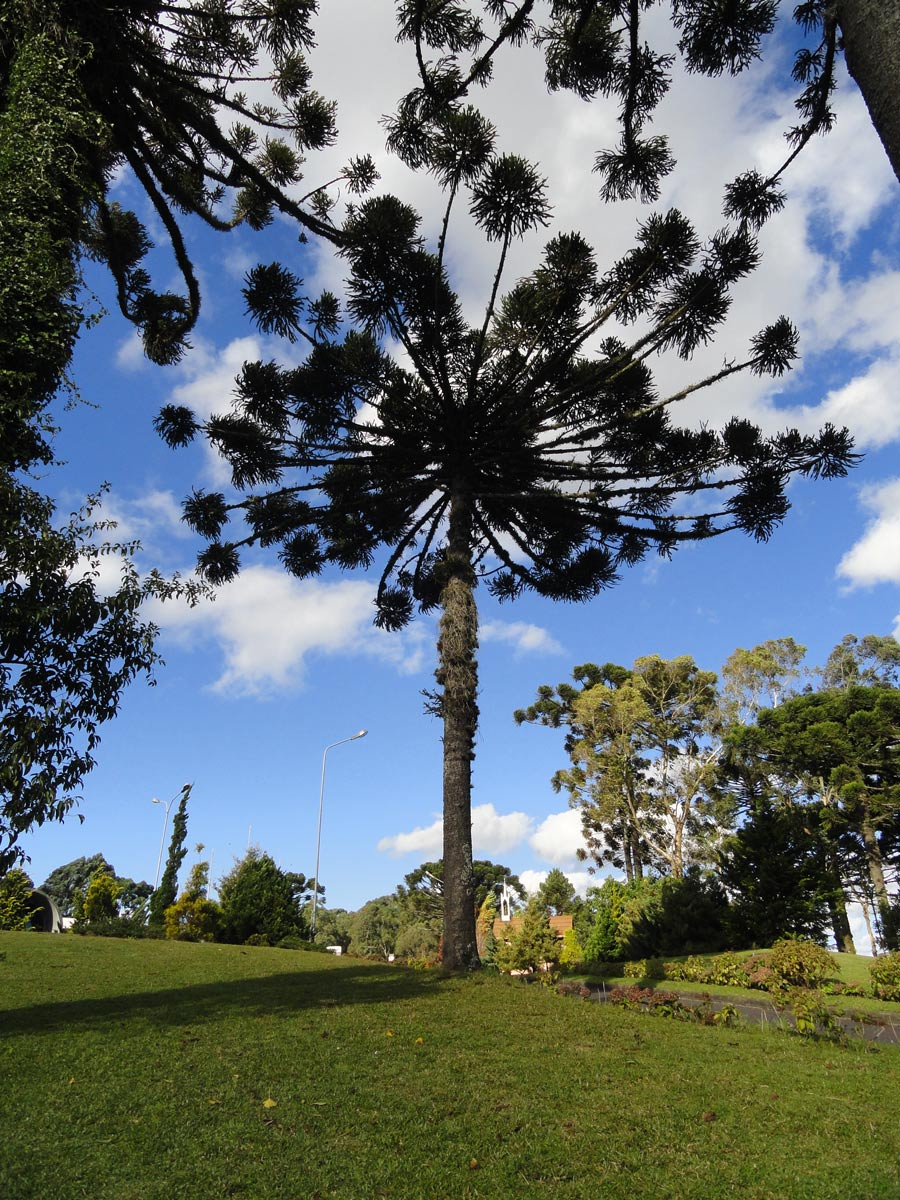
ナンヨウスギ属の樹形の例 A, caxias
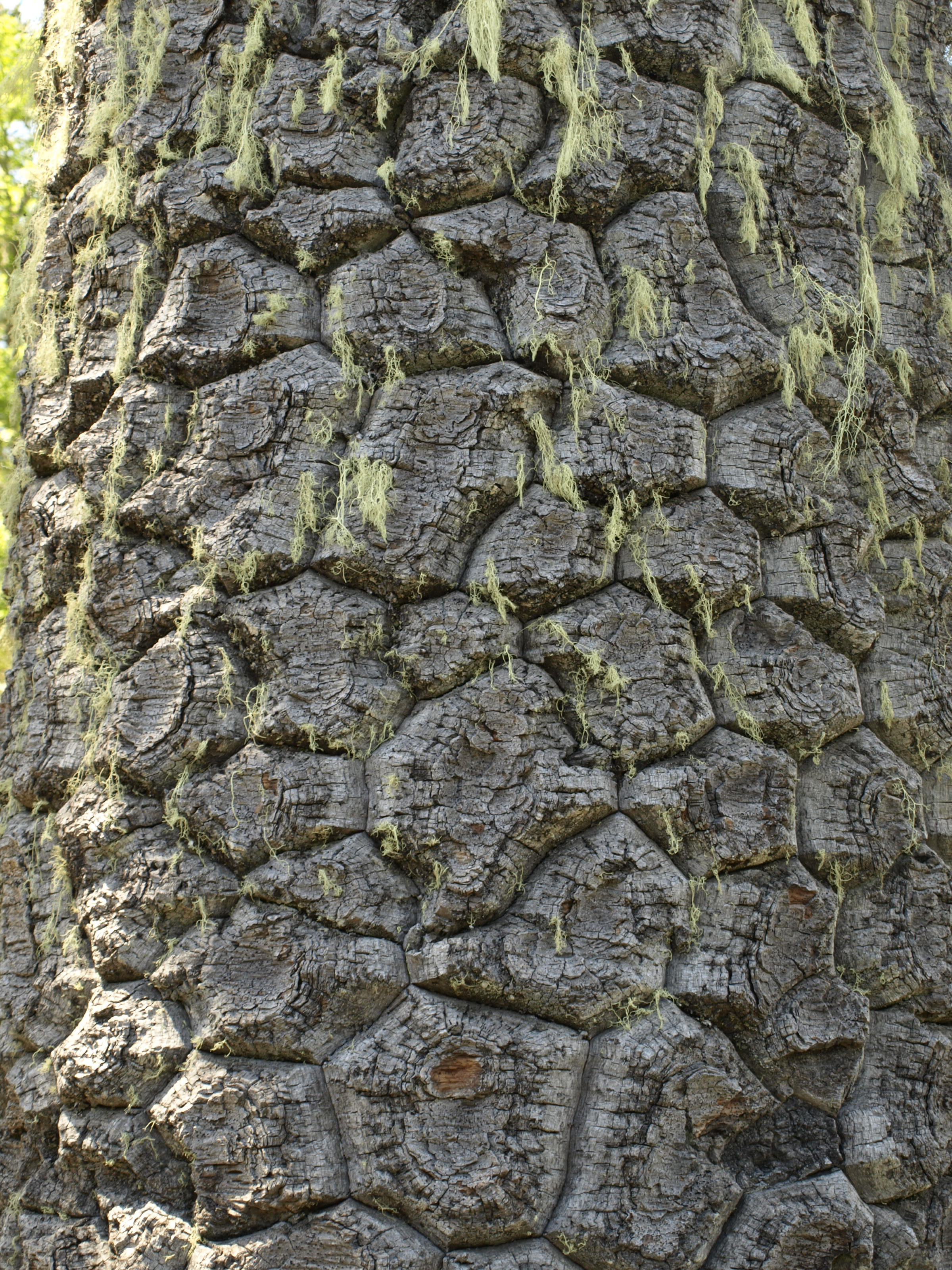
樹皮の様子A. araucana

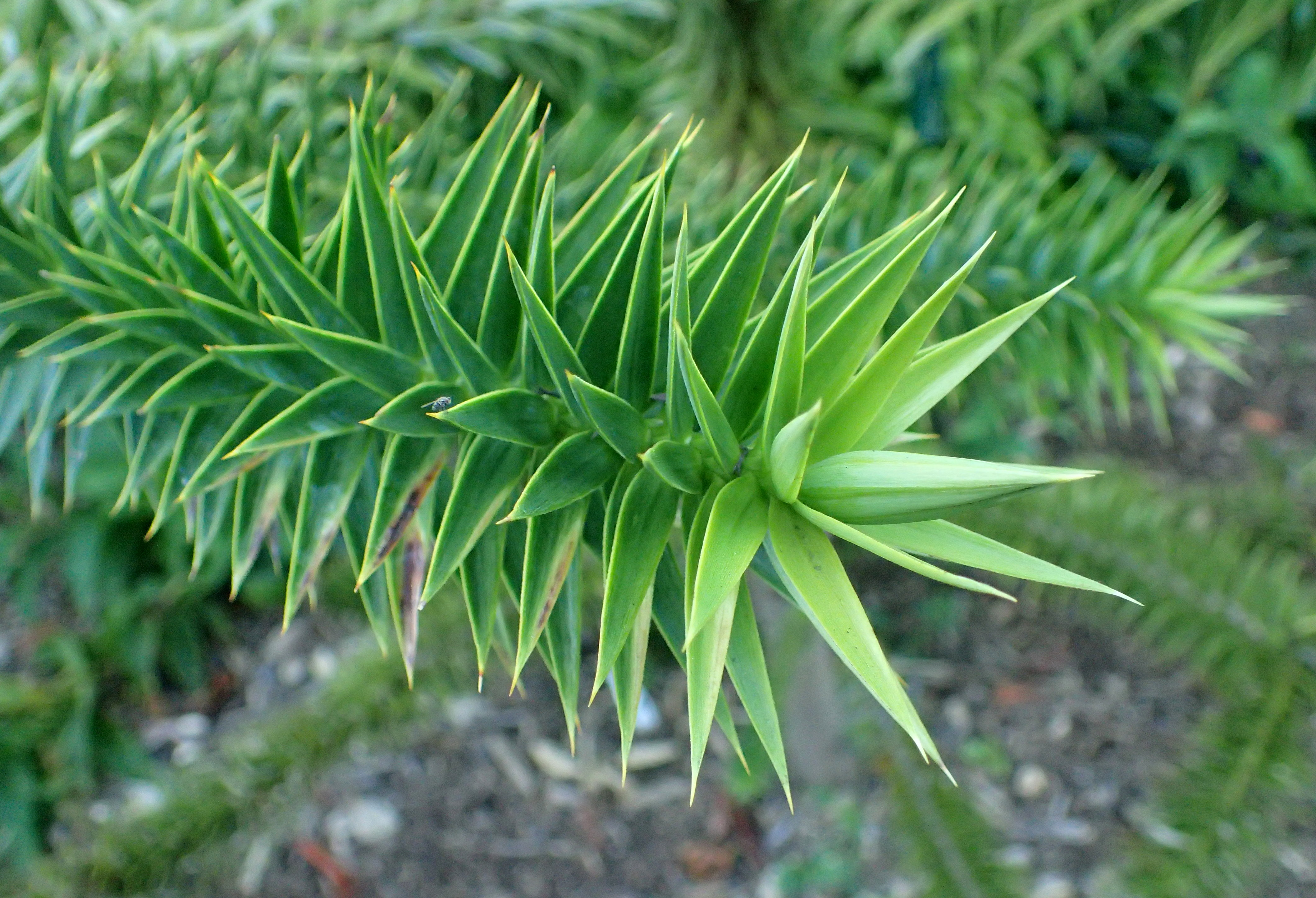
葉の様子 A. angustifolia

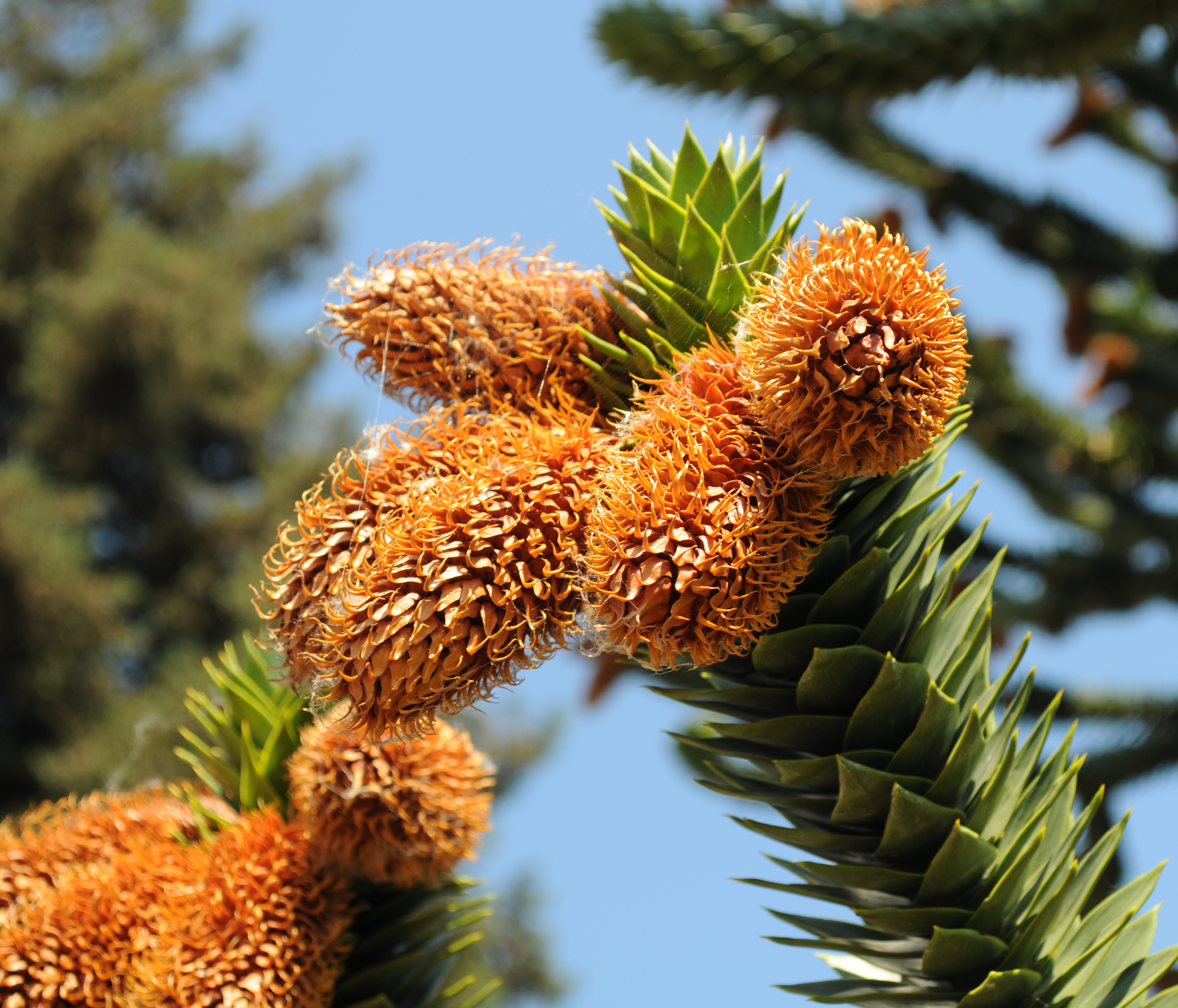
雄花 A. araucana
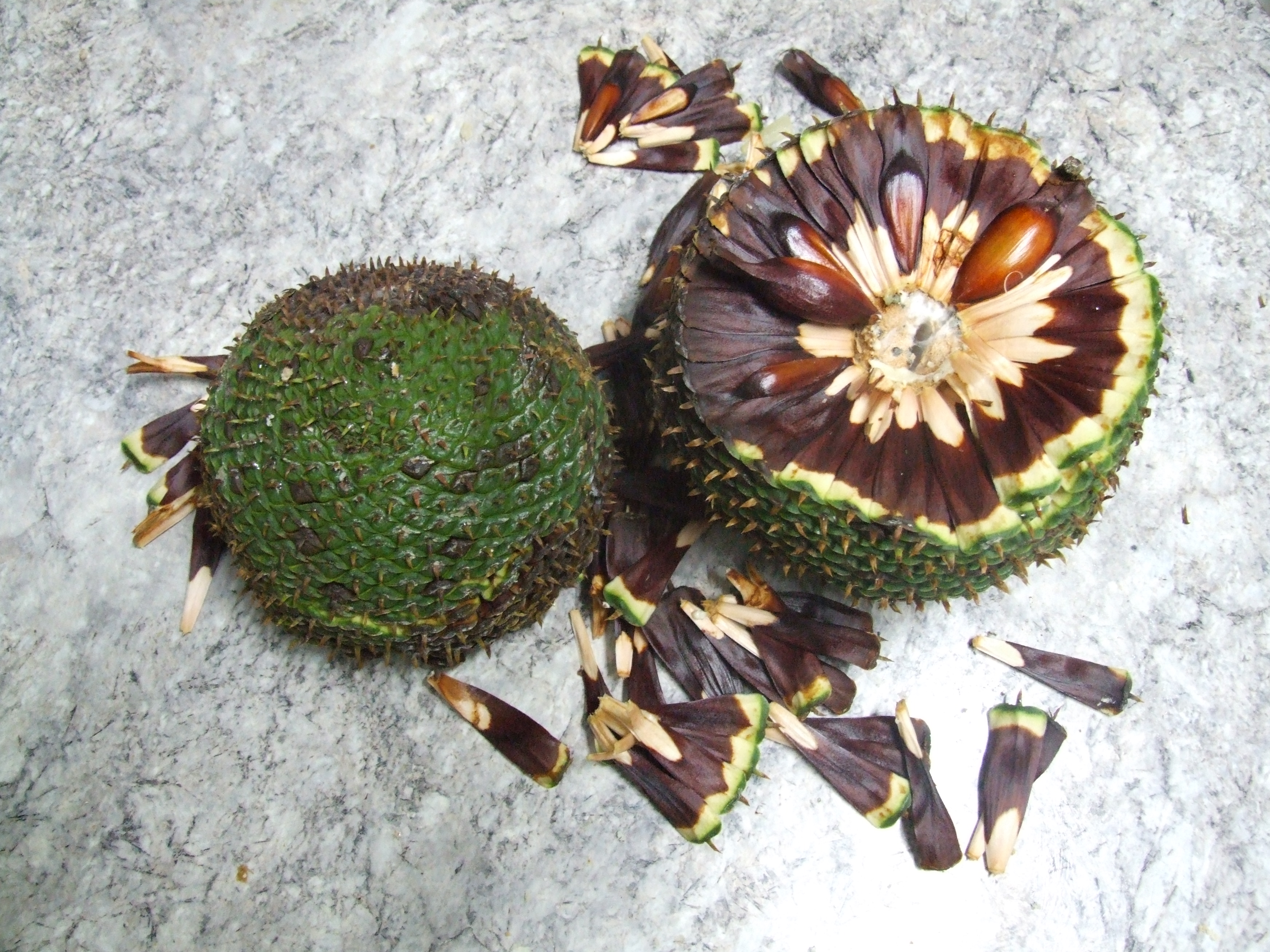
球果とその中の種子。A. angustifolia

## 生態
南アメリカ、ニューカレドニア、ノーフォーク島、ニュージーランド、オーストラリア、ニューギニアに分布する。現生種20種の分布はほぼ南半球に限られ、そのうち半数余りがニューカレドニアに分布している。白亜紀には北半球にも広く分布していたことが化石から知られている。オウムの仲間は、ナンヨウスギの種子を糞に混ぜて広範囲へと散布する役目を担っている可能性がある。

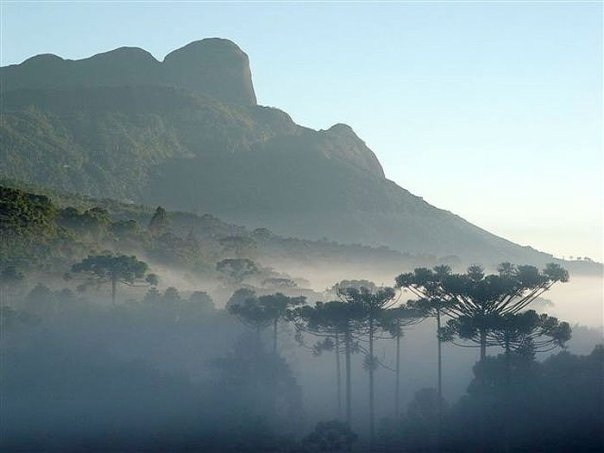
南米のナンヨウスギ属の生える谷
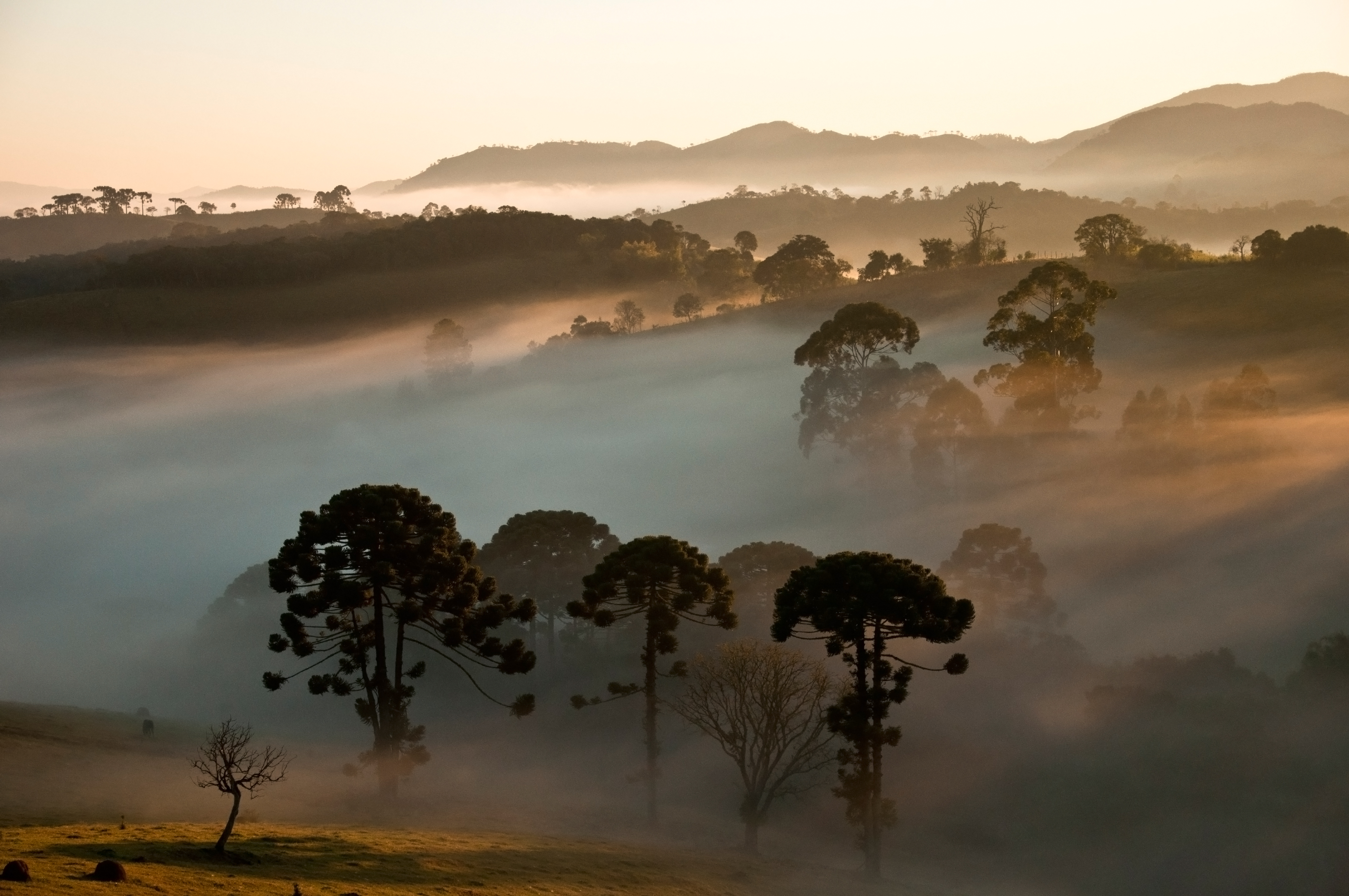
ブラジルのナンヨウスギ属
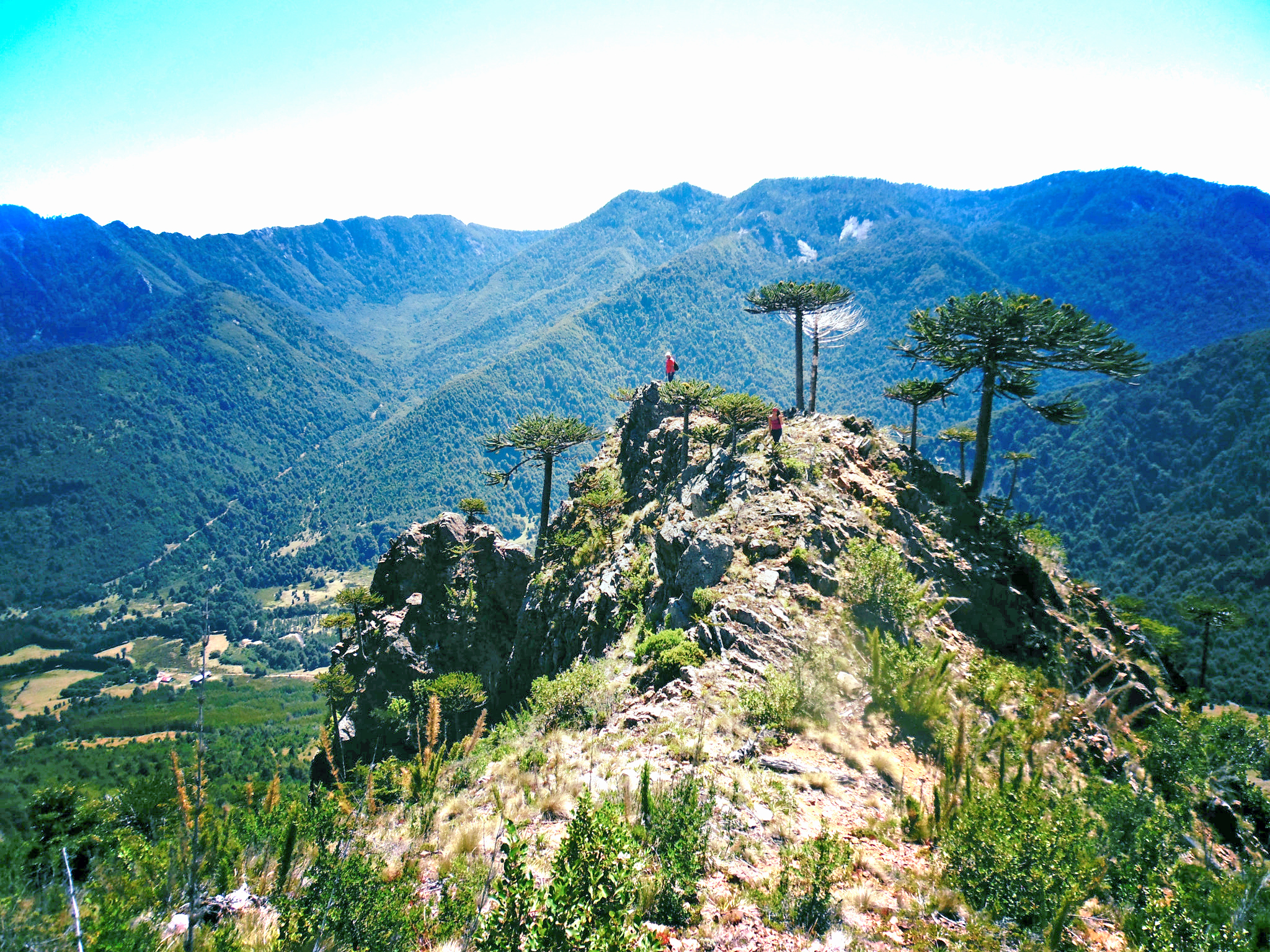
険しい岩山に生えるナンヨウスギ属
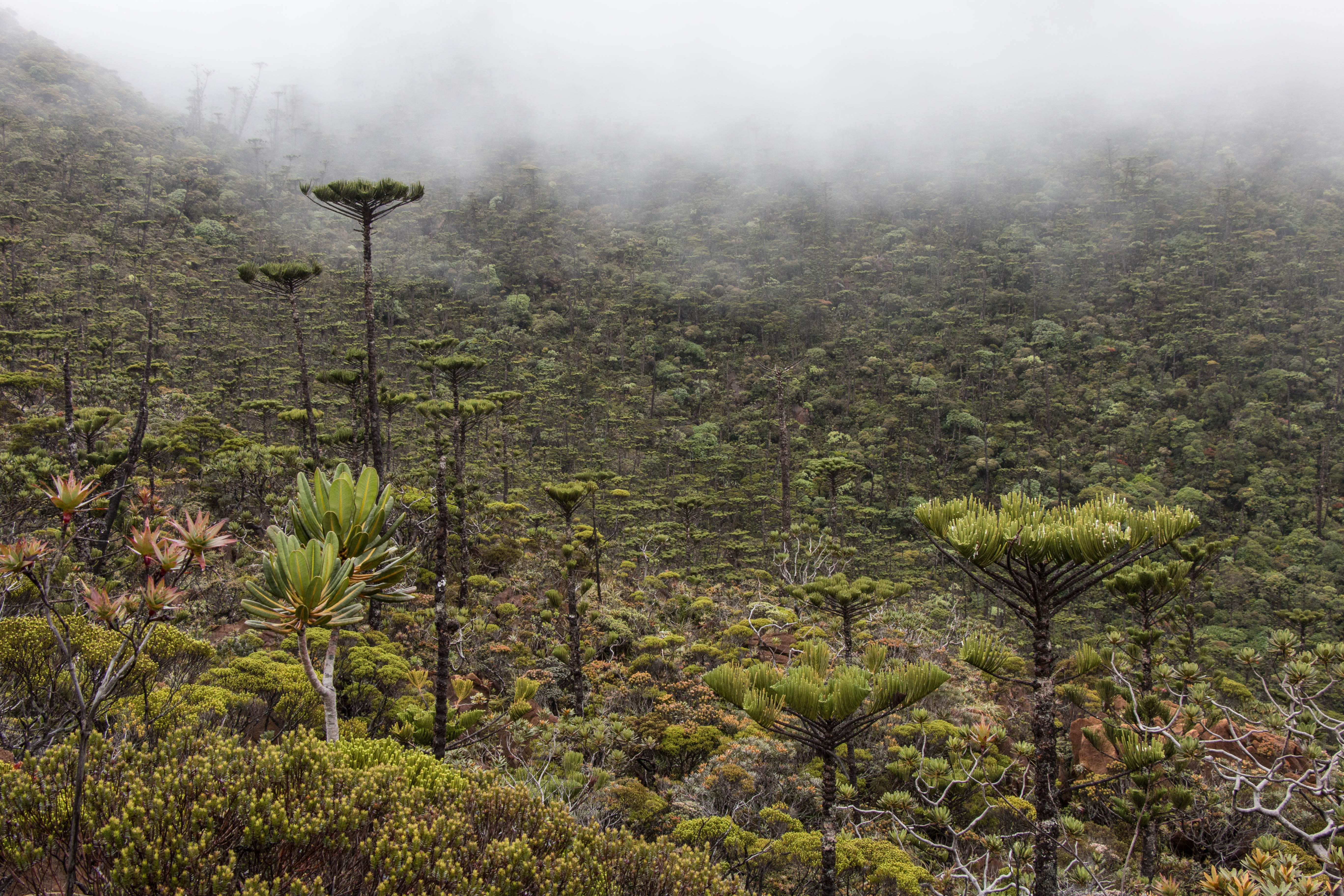
ニューカレドニアにおけるナンヨウスギ属の群落
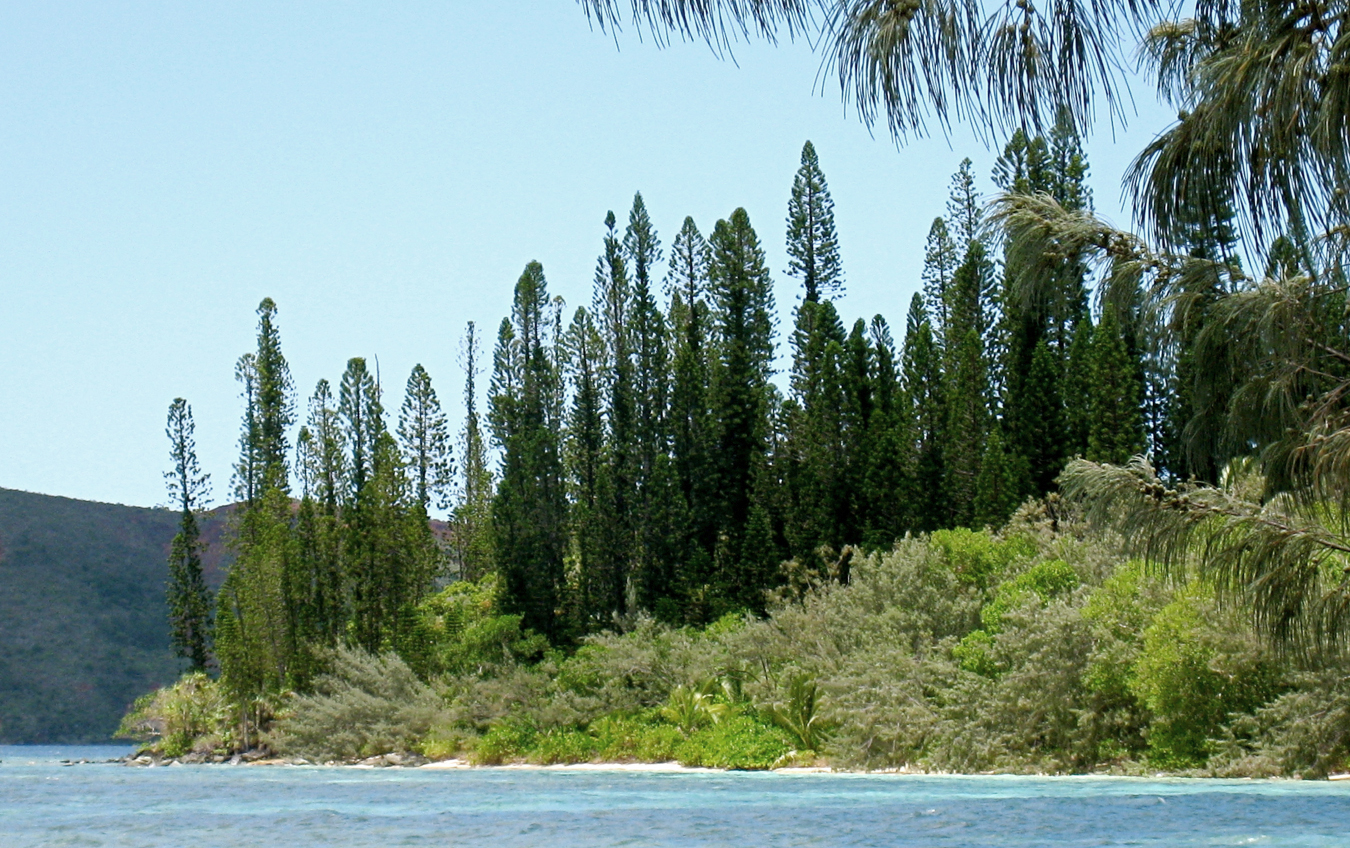
ニューカレドニアの海岸近くにおけるナンヨウスギ属の群落
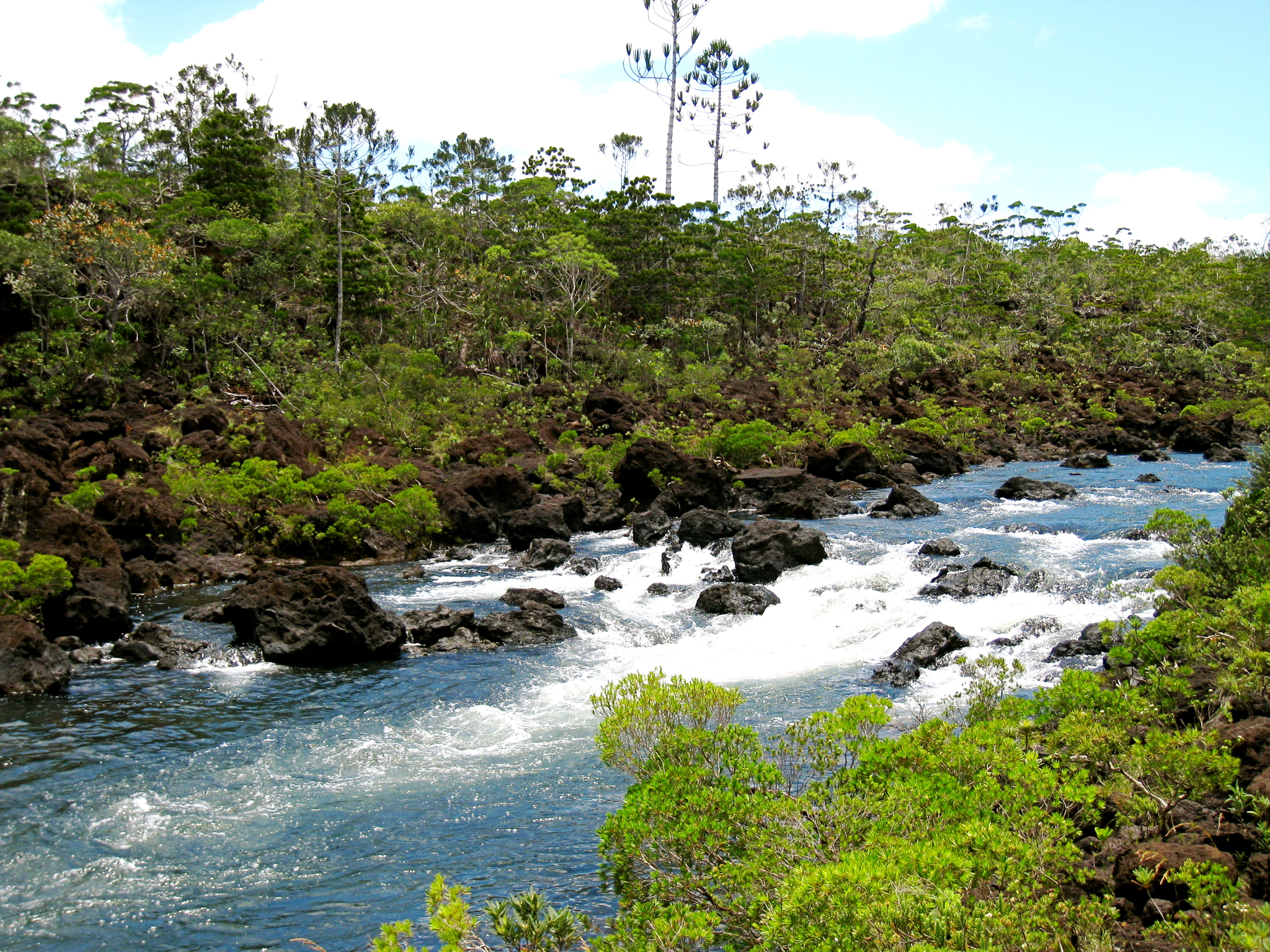
岩の目立つ川沿いにできたナンヨウスギ属の群落
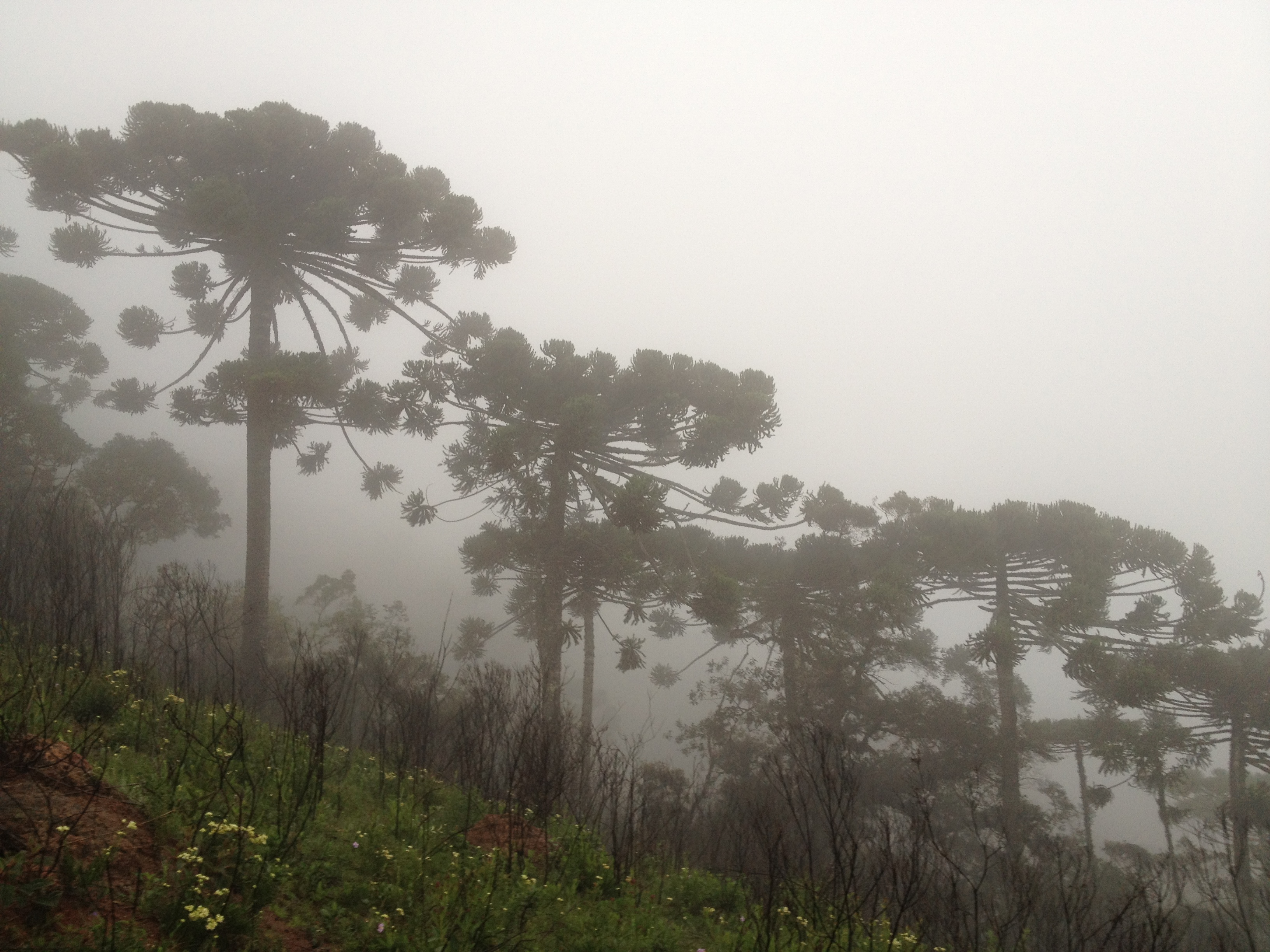
霧に包まれるナンヨウスギ属の群落

## 人間との関係
木材が利用されるほか、種子が食用になる種が多い。奇抜な樹形で庭園樹としても人気がある。シマナンヨウスギ（A. heterophylla）は、観葉植物としてよく利用されている種である。

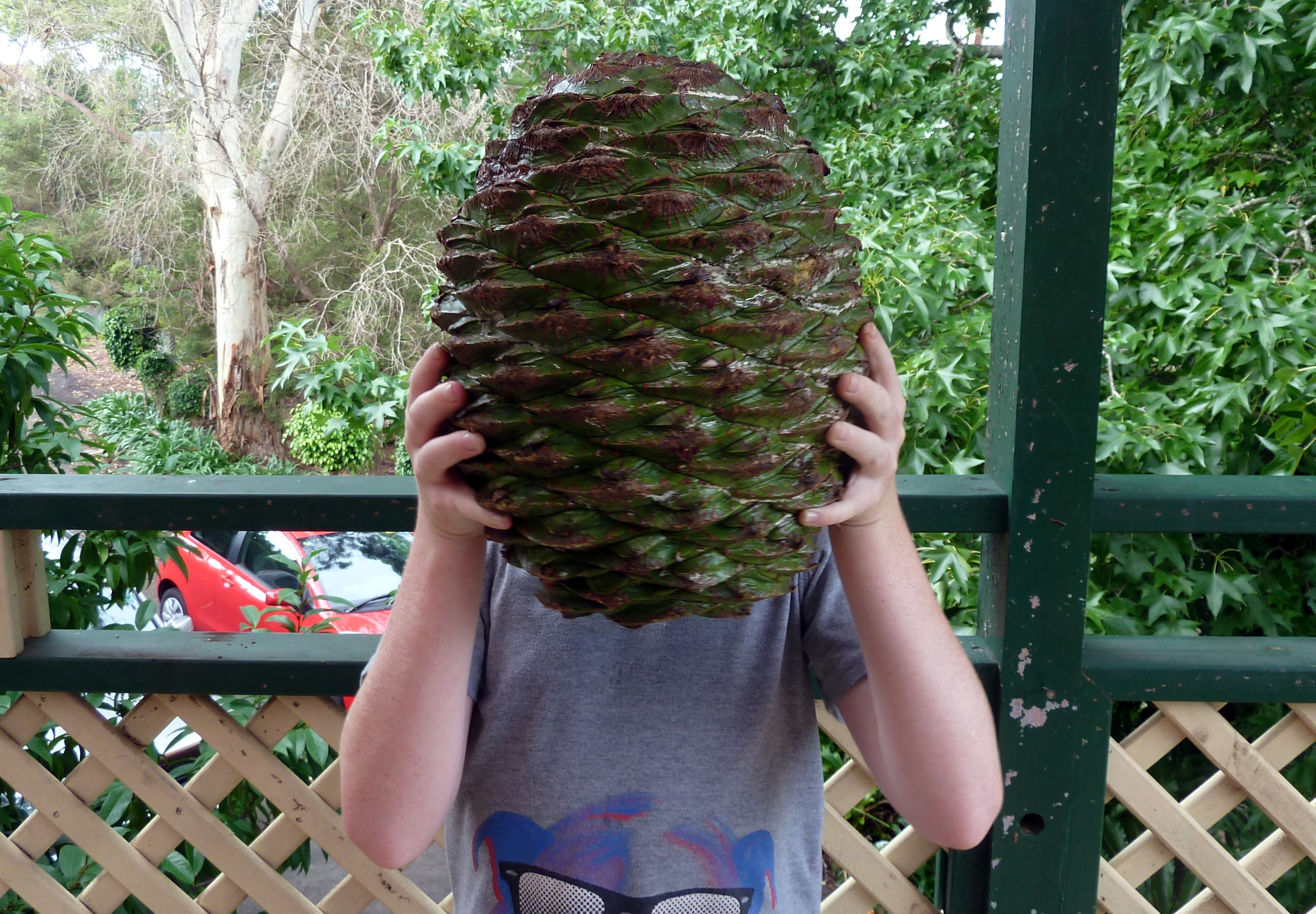
子供の顔ほどもあるA. bidwilii（ヒロハノナンヨウスギ）の球果
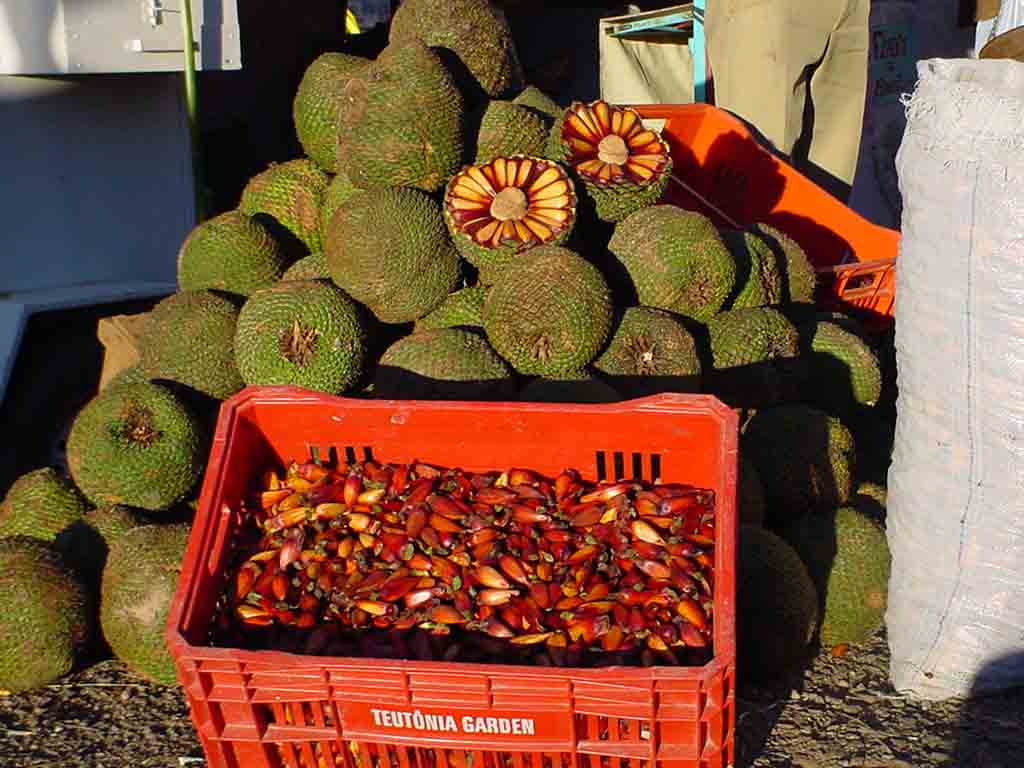
市場で販売される球果とその中の種子
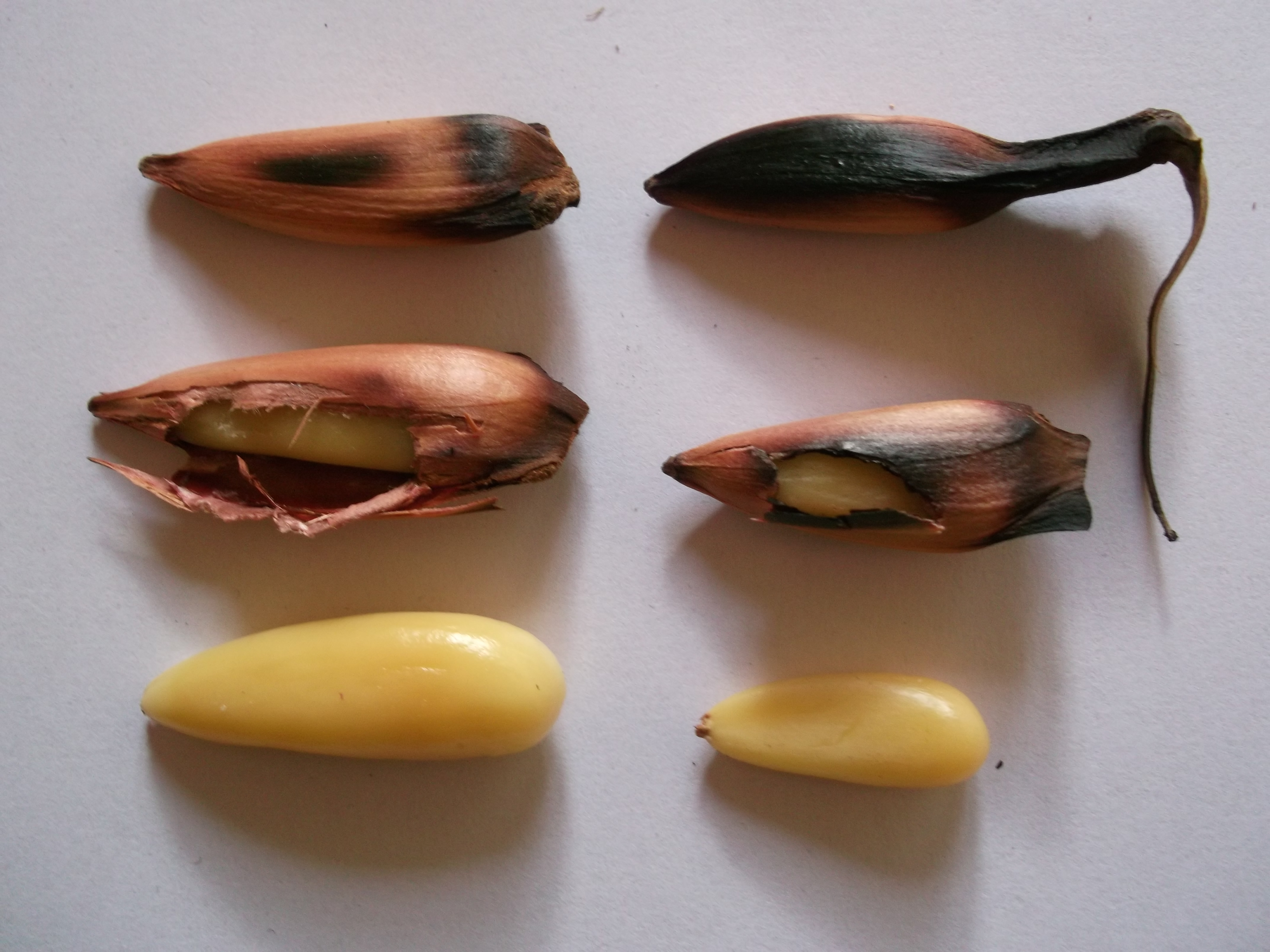
ナンヨウスギ属の種子

半数以上の種が生育するニューカレドニアでは、ニッケル鉱採掘のために生育地の森林が破壊されている。

## 下位分類
世界に現生種が20種知られ、そのうち14種がニューカレドニアに分布する。4つの節（section）に分かれるという分類で記述する.

### Araucaria節
球果は12 cm以上、発芽の様式は地下性(英；hypogeal)
- パラナマツ（Araucaria angustifolia）[5]

和名では、ブラジルマツ、フサナンヨウスギともよばれ、学名（シノニム）に基づき、ブラジルアロウカリア（A. brasiliana）ともよばれる。ブラジル南東部からアルゼンチンにかけて分布する。大きくなると下枝が落ち、上の方の枝がよく伸びて傘状になるのが特徴的である。
- チリマツ（A. araucana）[6]

学名に基づく名称はアロウカリア・アラウカナで、原産地のアラカウノ族（マプチェ族）に由来する。別名でヨロイマツともよばれる。英名 monkey puzzle（モンキーパズル）でも知られ、小枝に葉が密生するので、サルもその中で迷うという意味から名付けられている。チリ・パタゴニアに分布し、特に北パタゴニアに多い。樹高は40メートルに達し、特徴的なのは巻き上がった枝で、鋭い葉先を持っている。葉は硬く、長さは5センチメートルになり、小枝に密生する。球果は長さ30センチメートル、直径15センチメートルあまりと大型で多数つき、熟すと地上に落下する。種子（松の実）は長さ4 - 5 cmほどあり、チリでは昔からその実を茹でて栗のようにして食べられている。一説では、1792年に英国の探検家バンクーバーがチリ中部のバルパライソで入手した種子を、探検隊に加わっていた植物学者メンジスが持ち帰ろうとして、帰港中に艦内で発芽させ、ヨーロッパに知られるようになったという。世界中で並木や公園樹として植えられている。木材としても有用で、チリでは植林が行われている。
- （絶滅）A. nipponensis

化石のみで存在が確認されている種で絶滅したとみられる。化石は日本及び樺太で発見されている。

### Bunya節
乾燥や低温にさらされると著しく発芽率が下がる難貯蔵性の種子（英：recalcitrant seed）を付け、発芽は地下性（英：hypogeal）である。絶滅種では発芽が地上生（英；epigeal）だった可能性もある。
- ヒロハノナンヨウスギ（A. bidwillii）[9]

オーストラリア東部に分布。子供の顔ほどもある巨大な球果を付け、中の種子は食用になる。種子はカンガルーが餌にする。別名でコウヨウザンバノウロコモミともいうが、これは広葉杉葉鱗樅の読みだとされる。
- (絶滅)A. brownii

化石はイギリスで発見されている。
- (絶滅)A. mirabilis

化石は南米で発見されている。
- (絶滅)A. sphaerocarpa

化石はイギリスで発見されている。

### Intermedia節
- Araucaria hunsteinii

南太平洋パプアニューギニアに分布。現地ではキンキ(kinkii)と呼ばれる。
- （絶滅）A. haastii

化石はニュージーランドで発見されている。

### Eutacta節
現生種で最も種類の多いグループである。ニューカレドニアに分布する14種は全てここに含まれる。
- Araucaria bernieri

南太平洋ニューカレドニアに分布。
- Araucaria biramulata

ニューカレドニアに分布。
- クックナンヨウスギ（Araucaria columnaris）[11]

学名（シノニム）の A. cookii に基づき、クックアロウカリアともよばれる。名前は南太平洋の冒険家で知られるキャプテン・クックを記念して名付けられたものである。ニューカレドニアに分布。野生下では海岸近くにのみ生育し、群落をなす。枝が横へはあまり広がらず、幹が塔のように高く伸び50メートル以上にもなる。
- ナンヨウスギ（Araucaria cunninghamii）[12]

オーストラリア（クィーンズランド、ニューサウスウェールズ）、ニューギニアに分布。種子はカンガルーが餌にする。
- Araucaria goroensis

ニューカレドニアに分布。
- ノーフォークマツ（コバノナンヨウスギ、シマナンヨウスギ） Araucaria heterophylla[13]

オーストラリア東方、ニューカレドニアとニュージーランドの中間に位置する太平洋の孤島ノーフォーク島に分布。
- Araucaria humboldtensis

ニューカレドニアに分布
- Araucaria laubenfelsii

- Araucaria luxurians

- Araucaria montana

- Araucaria muelleri

- Araucaria nemorosa

ニューカレドニアに分布
- Araucaria rulei

ニューカレドニアに分布
- Araucaria schmidii

- Araucaria scopulorum

- Araucaria subulata

ニューカレドニアに分布。
- (絶滅)Araucaria lignitici

化石はオーストラリアから発見されている。
- (絶滅)Araucaria famii

化石はカナダから発見されている。

### Yezonia節
- (絶滅)Araucaria vulgaris[14]

化石は日本（北海道）から発見されている。

### Perpendicula節
- (絶滅)Araucaria desmondii

化石はニュージーランドから発見されている。